# Zoran Šteinbauer
Zoran Šteinbauer, slovenski pisatelj, * 22. april 1965, Voličina, Slovenija.
Zoran Šteinbauer je po srednji zdravstveni šoli v Mariboru delal kot zdravstveni tehnik z duševno manj razvitimi, s starostniki, z dializnimi bolniki in bolniki z oddelka za psihiatrijo.
V letu 2008 so v Založbi Morfem objavili njegov prvi roman Ukradeno sonce.
V letu 2012 je pri Miš založbi izšel njegov roman Izgubljeni gozd.
V letu 2014 je pri Cankarjevi založbi izšel njegov roman Ljubezenski vrtiljak

## Nominacije in nagrade
Leta 2011 je bil njegov roman Izgubljeni gozd o spolnih zlorabah v cerkvi nominiran za nagrado modra ptica.
Izgubljeni gozd je bil uvrščen med Bele vrane 2013 (White Ravens), najboljše mladinske knjige po izboru Mednarodne mladinske knjižnice v Münchnu (Internationale Jugendbibliothek München)
Leta 2013 je bil njegov roman Ljubezenski vrtiljak nominiran za nagrado modra ptica